# Schildförmige Scheiben-Lorchel
Die Schildförmige Scheiben-Lorchel (Discina parma, Syn. Gyromitra parma) ist eine Pilzart aus der Familie der Giftlorchelverwandten. Der in Auenwäldern auf dem Boden oder an vermodertem Laubholz wachsende Pilz bildet becherlingsartige bis flach ausgebreitete Fruchtkörper.

## Merkmale

### Makroskopische Merkmale
Die im Jugendstadium scheiben- bis leicht becherförmigen Fruchtkörper werden später runzelig bis wellig verbogen und schließlich lappig-faltig mit nach unten umgebogenen Rändern. Sie erreichen eine Breite von 5 bis 10 cm und eine Höhe von 3 bis 6 cm. Die unebene, runzlige und höckerige Innenseite in der Mitte vertieft und rot- bis gelbbraun gefärbt. Die Außenseite erscheint heller braun und geht in den weißen Stiel über. Dieser ist 3–6 cm lang und 2–3 cm dick. Er ist an der Basis faltig-grubig, hohl und besitzt eine gekammerte Struktur. Der Stiel verdickt sich allmählich nach oben. Das Fleisch ist hellbraun gefärbt, schmeckt mild und besitzt keinen spezifischen Geruch.

### Mikroskopische Merkmale
Die Fruchtschicht (Hymenium) befindet sich auf der Oberfläche des Fruchtkörpers. Die Sporen sind elliptisch, besitzen an den Enden bärtige, 2–3 µm lange Anhängsel und messen ohne diese 25–32,5 × 11–12,5 µm. Sie sind durchsichtig (hyalin) und besitzen im Inneren einen großen und zwei kleinere Öltropfen. Ihre Oberfläche ist grob netzig ornamentiert. In den 300–350 × 25–30,5 µm großen Schläuchen (Asci) befinden sich jeweils acht Sporen. Die Paraphysen sind fadenförmig, septiert und an der Spitze keulig verdickt. Sie erreichen Größen von 5 bis 10 µm.

## Artabgrenzung

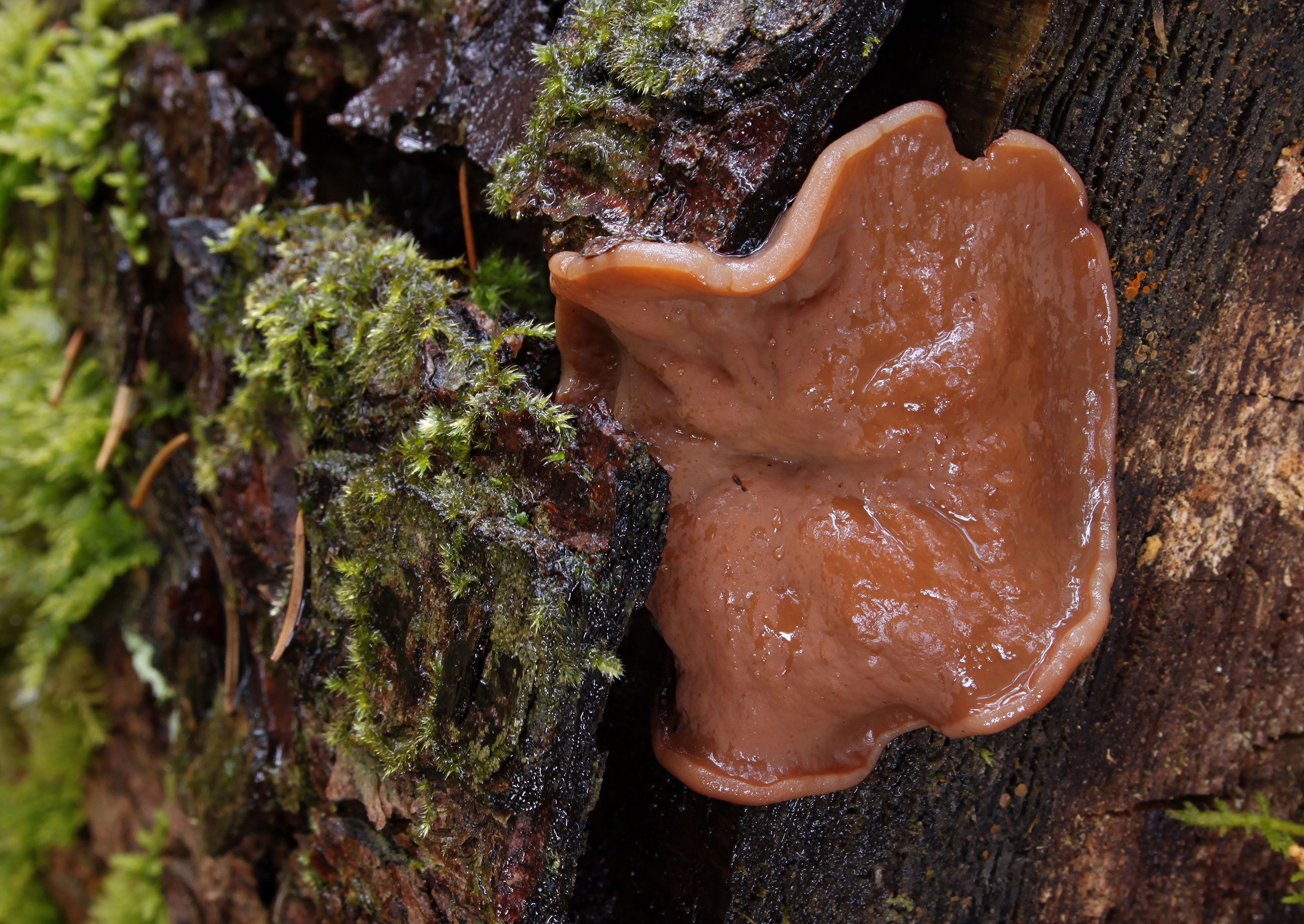
Sehr ähnlich sieht die an Nadelholz wachsende Scheiben-Lorchel (Discina ancilis) aus.

Die ebenfalls im Frühling fruktifizierende, sehr ähnliche Scheiben-Lorchel (Discina ancilis) wächst an Nadelhölzern. Mikroskopisch können beide Arten anhand ihrer Sporen abgegrenzt werden. Der wie die Schildförmige Scheiben-Lorchel in Laubwäldern vorkommende Morchelbecherling (Disciotis venosa) unterscheidet sich von dieser durch seinen unangenehm stechenden Chlorgeruch.

## Ökologie und Phänologie
Die Schildförmige Scheiben-Lorchel wächst als Saprobiont vorzugsweise in Auenwäldern in Gesellschaft mit Laubbäumen wie Eschen, Erlen und Ahornen. Die Fruchtkörper kommen sowohl auf dem Boden zwischen Gräsern und Moosen als auch direkt an morschem Holz vor. Die erst 1970 in der Schweiz entdeckte Art ist selten, auch wenn inzwischen Nachweise aus anderen Ländern wie Deutschland, Italien und dem ehemaligen Jugoslawien vorliegen.
Die Fruchtkörper werden im Frühling von April bis Mai gebildet.

## Bedeutung
Die Schildförmige Scheiben-Lorchel ist kein Speisepilz.